# حمام حاج شهبازخان
حمام حاج شهبازخان کلهر مربوط به دوره قاجار است و در کرمانشاه، خیابان مدرس، بافت تاریخی شهر، راسته بازار واقع شده و این اثر در تاریخ ۱۲ دی ۱۳۸۶ با شمارهٔ ثبت ۲۰۴۹۵ به‌عنوان یکی از آثار ملی ایران به ثبت رسیده است.

## تاریخچه
حمام حاج شهبازخان به دستور حاج شهباز خان حاجی‌زادۀ کلهر پسر منوچهرخان بیگلربیگی ایلخان کلهر و از شخصیت‌های سیاسی و ملاکین کرمانشاه در دورۀ قاجار و در سال ۱۸۱۷ میلادی (۱۲۳۲ ه.ق) ساخته شده‌است.

### تبدیل به خانۀ خلاق صنایع دستی
در سال ۱۳۹۶ مقرر شد که تحت نظر سازمان توسعۀ صنعتی ملل متحد(یونیدو) و با همکاری سازمان میراث فرهنگی استان کرمانشاه در محل حمام حاج شهبازخان «خانۀ خلاق صنایع دستی کرمانشاه» راه‌اندازی شود. این مرکز پس از انجام اقدامات مرمتی و صرف هزینه، در بهار ۱۳۹۹ توسط علی‌اصغر مونسان و مسئولان استانی از طریق ویدئوکنفرانس افتتاح شد؛ اما بعداً مشخص شد که این افتتاح نمایشی بوده و هیچ فعالیتی در آن مرکز صورت نمی‌گیرد. سپس صندوق احیاء و بهره‌برداری از اماکن فرهنگی و تاریخی حمام حاج شهبازخان را به شرط تبدیل آن به «خانۀ خلاق صنایع دستی» طی مزایده‌ای به یک سرمایه‌دار بخش خصوصی واگذار کرد. با این وجود مشخص شد که فقط دو دانگ از شش دانگ این بنا در مالکیت میراث فرهنگی است و بقیۀ ساختمان حمام مالک شخصی دارد و با حکم قضایی واگذاری آن به سرمایه‌دار خصوصی متوقف ماند. در آذر ۱۴۰۱ گفته‌شده که سازمان میراث فرهنگی شهرستان کرمانشاه قصد دارد چهار دانگ دیگر بنا را برای تبدیل آن به «خانۀ خلاق صنایع دستی»‌ از مالک شخصی بخرد. علاوه بر این ادارۀ اوقاف کرمانشاه نیز نسبت به مالکیت این بنا ادعا دارد. با این وجود در تیر ۱۴۰۳ اعلام شد که مالکان خصوصی بنا نسبت به اوقافی بودن آن اعتراض کرده و در دادگاه پرونده‌ای حقوقی تشکیل داده‌اند. به گفتۀ معاون میراث فرهنگی استان کرمانشاه تعداد وارثان این بنا نزدیک به ۷۰ تا ۸۰ نفر هستند که برخی از آن‌ها اصلاً وقفی بودن آن را قبول ندارند و خواهان خروج آن از وقف هستند.

## ساختمان
حمام حاج شهبازخان از بخش‌های سربینه یا رخت کن، گرم‌خانه و خزینه‌های آب سرد و گرم تشکیل شده‌است. سطوح داخل گنبدهای آن به وسیلۀ آهک‌بری مقرنس‌کاری شده و در قسمت سربینه نیز تزئیناتی از قبیل نقاشی‌های وجود دارد. در دیگر قسمت‌های حمام نیز نقاشی‌های دیواری به چشم می‌خورد. طاق‌های فضای حمام از نوع طاق پنج و هفت و نحوۀ پوشش سقف به صورت گنبدی از نوع گنبد طاق‌چشمه است.